# グレゴリー・オルセン
グレゴリー・オルセン（Gregory Hammond "Greg" Olsen、1945年4月20日 - ）は、アメリカ合衆国の起業家、技術者、科学者であり、2005年10月にスペース・アドベンチャーズの仲介で、3人目の自費での国際宇宙ステーションへの民間人宇宙旅行者となった。
オルセンは、近赤外線や短波赤外線カメラ等の光エレクトロニクス装置を開発するSensors Unlimited Inc.の共同設立者の1人である。この会社の主要な取引先の1つがアメリカ航空宇宙局であった。現在、オルセンはプリンストンのGHO Ventures, LLCの社長を務めており、エンジェル投資家としてSouth African winery、Montana ranch等に投資している。また子供達、特にマイノリティや女の子のために、科学技術の職業等についての多くの講演を行っている。また、ライダー大学の物理学教授でもある。

## 生い立ちと教育
オルセンは、ニューヨークのブルックリンで、国際電気労働者友愛会(IBEW)の電気技師の息子として生まれた。1962年にリッジフィールドパークのリッジフィールドパーク高校を卒業した。成績の悪さのために高校で落第した後、アメリカ陸軍に入ることを計画していたが、最終的に、数ヶ月間大学に通うことに決めた。
高校では成績が悪く、教師によって落第と見なされた後に、オルセンは数か月の間大学を試みるために助言されるまで米陸軍に加わることを計画した。
IBEWからの奨学金を得て、オルセンはフェアリー・ディキンソン大学に通い、優秀な成績で複数の学位を取って卒業した。彼は後に、バージニア大学で材料科学の博士号も取得した。

## 宇宙飛行
2005年10月1日に打ち上げられ、10月3日にドッキングしたソユーズTMA-7で国際宇宙ステーションを訪れ、10月10日にソユーズTMA-6で地球に帰還した。これによりオルセンは、2001年のデニス・チトー、2002年のマーク・シャトルワースに続く、史上3人目の自費での国際宇宙ステーションへの民間人宇宙旅行者となった（3人ともスペース・アドベンチャーズの仲介であった）。オルセンは、「宇宙旅行者」と呼ばれることについて気に入らない旨のコメントを残している。
宇宙ステーション滞在中、彼は遠隔測定や天文学に関するいくつかの実験を行った。オルセンはアマチュア無線の免許を持っており、ARISSプロジェクトで、無線を通じて学生と会話を行った。ニュージャージー州の高校での講演において、オルセンは、宇宙旅行に要した費用の見積りが2000万ドルであったことを明かした。